# Cixius lurida
Cixius lurida är en insektsart som beskrevs av Tsaur 1991. Cixius lurida ingår i släktet Cixius och familjen kilstritar. Inga underarter finns listade i Catalogue of Life.